# Ильжо (усадьба)
Ильжо — старинная усадьба, в разное время принадлежавшая русским дворянским родам Скобельцыным и Снарским, а также Фан-дер-Флитам. Расположена в Лужском районе Ленинградской области, на территории деревни Ильжо, на берегу Ильжовского озера. Памятник градостроительства и архитектуры, объект культурного наследия России регионального значения.

## История и архитектура
В конце XVIII века сельцо Ильжо с крестьянскими и господскими строениями принадлежало братьям Андрею и Алексею Ивановичам Скобельциным. Их наследники к середине XIX века по частям распродали имение разным лицам. На картах уезда появились похожие названия селений: Верхнее Ильжо, Среднее Ильжо и к югу от них — Нижнее Ильжо. Среднее Ильжо включало в себя комплекс исторической усадьбы, расположенной отдельно от деревенской застройки на юго-западном берегу озера.
С 1846 года усадьбой владела Мария Александровна Снарская. В начале 1860-х годов она перенесла усадьбу на новое место в сторону от крестьянских дворов, выстроив двухэтажный деревянный дом, сохранившийся до настоящего времени. Сооружение было выстроено высоко над озером, на верхней береговой террасе.
Усадебный дом отличался художественным убранством фасадов и был образцом искусства русской пропиловочной резьбы по дереву. Наличники, причелины, решётки балконов, перевязь столбов жгутами, создававшими подобие капителей, фигурные коньки, свисающие полотенца, отмечавшие стыки и углы, и выделявшиеся на фоне горизонтальной тёсовой обшивки лемехи придавали простому деревянному срубу нарядность и ассоциации с русскими крестьянскими избами. План дома, вытянутого вдоль дороги, был многоступенчатым: апсида-эркер, квадрат центральной части, несколько заглубленный притвор и узкое крыльцо. Динамичность композиции достигалась тем, что каждый объём завершался высокими треугольными фронтонами. Им вторили завершения ризалитов, отмечавших центры поперечной оси. Цельность всей постройки органически сочеталась с декором, который подчеркивал конструкцию.
С озёрной стороны к дому, на высоту цоколя, была пристроена широкая лестница, спускавшаяся к видовой площадке на верхней террасе. Её охватывали с двух сторон полукруглые лестницы, соединявшиеся внизу у озера. Подъездная дорога отделяла дом от большой поляны, окруженной обводной дорожкой. Здесь были высажены спирея, жасмин, дерен, сирень, розы, а на поляне — ясени, клёны и сосна кедровая сибирская.
После смерти Марии Александровны её сыновья в 1887 году продали имение с усадьбой площадью 10 десятин баронессе Варваре Сергеевне Корф. Через три года она перепродала поместье потомственному почетному гражданину Якову Яковлевичу Фан-дер-Флиту. Он превратил имение в образцовое хозяйство молочного профиля. На территории усадьбы появились: молочня, охотничий дом с чугунными львами, ледник, дом управляющего, каретный сарай, скотный двор и чугунные въездные ворота. Молоко из своего хозяйства он поставлял в Санкт-Петербург по Варшавской железной дороге. Для этого владелец имения построил специальную железнодорожную платформу, получившую официальное название платформа Фан-дер-Флита. Также в усадьбе были построены кладовые, оранжерея, амбары и рига. В 1909 году была построена водокачка, проведён водопровод, а в риге установили локомобиль — паровой двигатель, приводящий в действие машины для сушки и сортировки зерна. В самом доме при Якове Яковлевиче были кабинет, зал, гостиная, столовая, туалетная, бильярдная, личные покои хозяина и его сына, клозеты и ванная.
После смерти Якова Фан-дер-Флита в 1911 году имение перешло к его сыну Василию Яковлевичу, чиновнику Министерства императорского двора и камергеру. Во время Первой мировой войны в деревне при усадьбе Фан-дер-Флиты открыли лазарет для раненых. После революции 1917 года они покинули Россию и эмигрировали в Данию.

## В истории живописи
Летом 1872 года в усадьбе жили и работали русские художники И. Н. Крамской, И. И. Шишкин и К. А. Савицкий. Так, например, Крамской работал здесь над картиной «Христос в пустыне». Шишкин занимался полотном «Лесная глушь». В своих письмах художники указывали адрес следующим образом: «по Варшавской железной дороге, станция Серебрянка, усадьба госпожи Снарской».
Крамской пробыл в усадьбе три месяца. Художник Илья Репин вспоминал, что Савицкий рассказывал ему о том, «что, страдая в то время удушьем, он часто не мог спать по ночам, иногда до рассвета, и бывал невольным свидетелем того, как Крамской, едва забрезжит утро, в одном белье пробирается тихонько в туфлях к своему Христу и, забыв обо всём, работает до самого вечера, просто до упаду иногда». Крамской в свою очередь сообщал в переписке художнику Фёдору Васильеву: «До последних чисел сентября просидел я на Серебрянке и приехал в Петербург. „Христа“ не кончил».
Шишкин писал свою картину с натуры, в окрестностях усадьбы. Заканчивал художник её уже в Санкт-Петербурге. Картина принесла автору звание профессора живописи и была приобретена для музея Академии художеств.

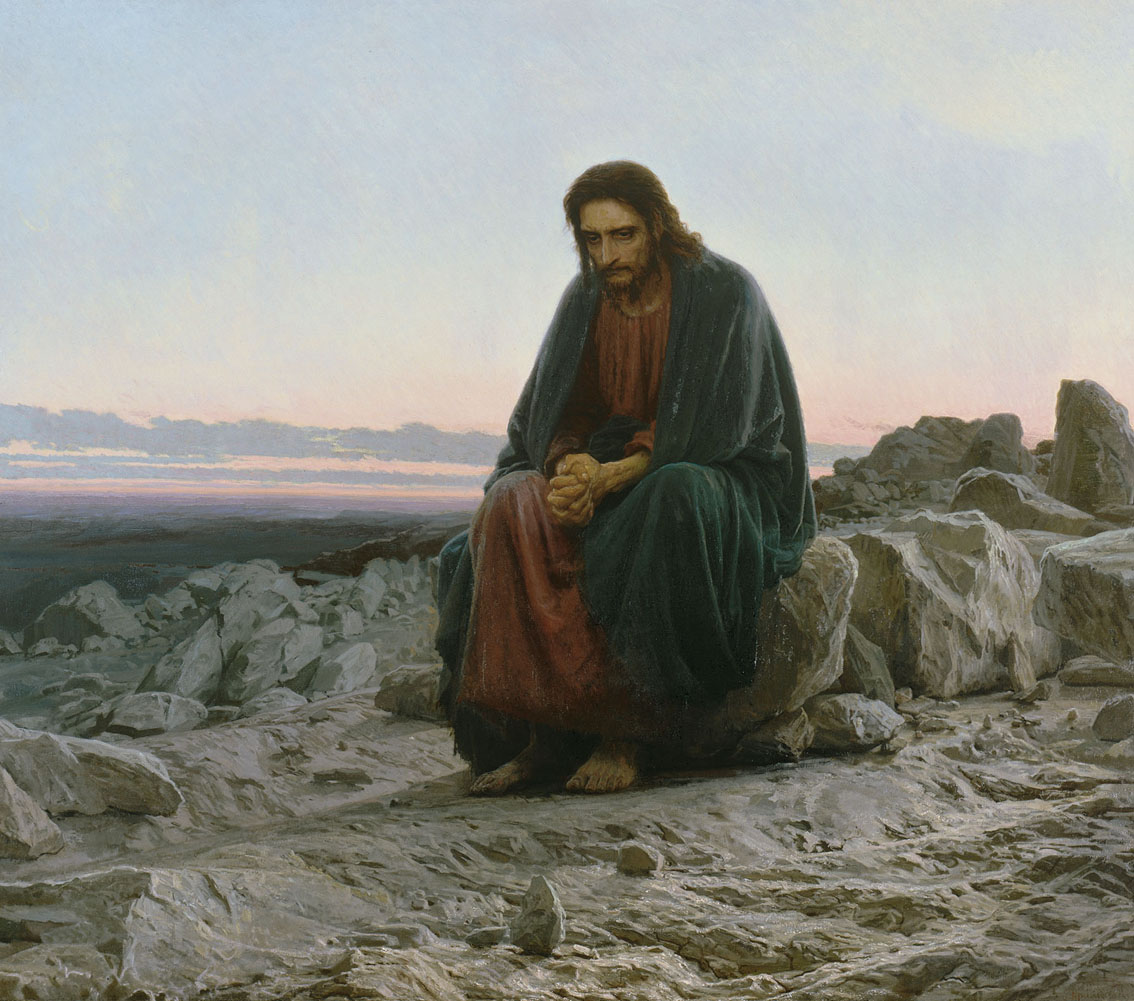
«Христос в пустыне», картина Ивана Крамского
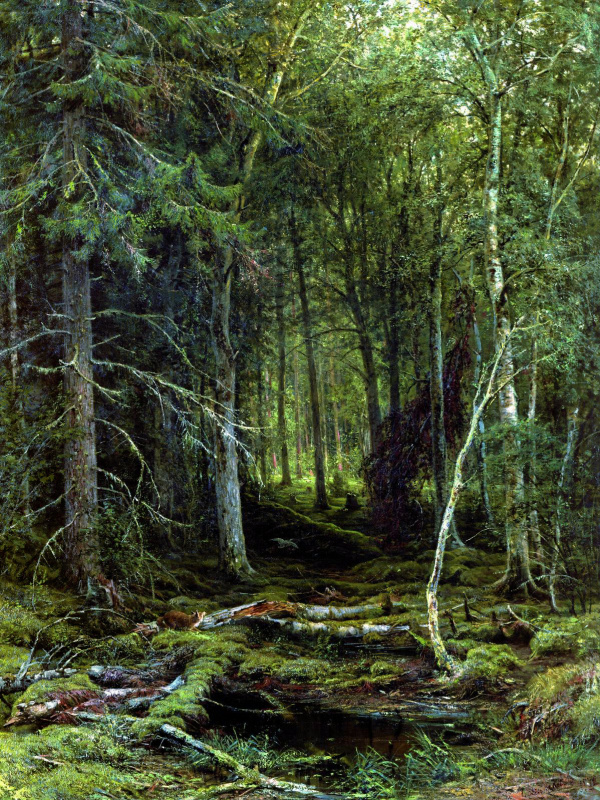
«Лесная глушь», картина Ивана Шишкина